# Romanowicze
Romanowicze – gałąź dynastii Rurykowiczów, z linii Monomachowiczów Iziasławiczów, wywodząca się od Romana, syna Mścisława Iziasławicza, księcia włodzimierskiego i okresowo kijowskiego. Dynastia panująca głównie na Rusi  Halicko-Włodzimierskiej, spowinowacona z Piastami, Arpadami, dynastią litewską oraz innymi liniami Rurykowiczów. 

## Główni przedstawiciele
- Roman halicki – książę Nowogrodu Wielkiego w latach 1168–1170, książę włodzimiersko-wołyński w latach 1170–1199, od 1199 książę halicko-włodzimierski, od 1203 władca Kijowa
  - Daniel halicki – król halicko-wołyński (1253–1264)
    - Lew halicki – książę halicko-włodzimierski (1293–1301), książę Halicza i Przemyśla (1264–1269), książę bełski (1245–1264)
      - Jerzy I halicki – książę bełski (1264-1301), książę (król) halicki (1301–1308)
        - Lew II - książę halicko-włodzimierski (1308–1323)
        - Andrzej II halicki – ostatni (wraz z bratem Lwem) władca z dynastii Romanowiczów, po jego śmierci tron halicki objął Bolesław Jerzy Trojdenowicz

  - Wasylko Romanowicz – książę włodzimierski
    - Włodzimierz Iwan Wasylkowicz – książę wołyński